# Копійка Валерій Володимирович
Копійка Валерій Володимирович (народ. 5 березня 1962, Київ, Українська РСР, СРСР) — український політолог-міжнародник, науковець. Директор Навчально-наукового Інституту міжнародних відносин Київського національного університету імені Тараса Шевченка з 8 травня 2008 р. (з 08.05.2008 до 17.06.2009 — виконувач обов'язків директора), доктор політичних наук (2004), професор (з 2007).

## Біографія
Доктор політичних наук, професор. У 1984 році закінчив Київський державний університет, факультет міжнародних відносин та міжнародного права. В 1990 р. захистив кандидатську, а в 2004 р. — докторську дисертації.
Після завершення аспірантури з 1990 р. асистент, з 1996 р. доцент, з 2007 р. професор кафедри міжнародних відносин та зовнішньої політики. З 2007 р. заступник директора ІМВ з навчальної роботи, з 2008 р. — виконувач обов'язків директора ІМВ, з 2009 р. — директор ІМВ.
Проходив стажування та читав лекції у вищих навчальних та наукових закладах Бельгії (Вільний університет м. Брюссель), Великої Британії (університет м. Халл), Болгарії (Південно-Західний університет ім. Неофіта Рильского, м. Благоєвград), Росії (Інститут Європи РАН, ІМЕМВ РАН).
Фахівець з питань європейської інтеграції та зовнішньої політики країн Західної Європи.
Вільно володіє французькою мовою. Підготував 6 кандидатів наук.

## Сфера наукових інтересів
- Питання європейської інтеграції та зовнішньої політики країн Західної Європи. Дисципліни: Історія міжнародних відносин, Проблеми розширення ЄС та НАТО, Міжнародні відносини та світова політика, ЄС в міжнародних відносинах, ЄС: проблеми СЗПБ та СЗПБО.

## Автор наукових праць
- Європейський союз : досвід розширення і Україна: монографія / В. В. Копійка. — К. : Юридична думка, 2005. — 448 с.
- Концептуально-теоретичні засади дослідження європейської інтеграції. / Валерій Володимирович Копійка. — С .9-128
- Етапи та особливості розширення ЄС у 60-90-ті роки. / Валерій Володимирович Копійка. — С .129-223
- Суперечності розширення ЄС на Схід. / Валерій Володимирович Копійка. — С .224-318
- Взаємовідносини ЄС з Україною та Росією в контексті розширення 2004 р. / Валерій Володимирович Копійка. — С .319-382
- Європейський Союз : історія і засади функціонування: навчальний посібник / В. В. Копійка, Т. І. Шинкаренко; за ред. Л. В. Губерського. — К. : Знання, 2009. — 751 с. ; 22 см. — ISBN 978-966-346-641-5 (в тв. опр.)
- Європейський Союз на сучасному етапі : структурні зміни та стратегія розвитку  / В. В. Копійка, Т. І. Шинкаренко, М. А. Миронова. — К. : Знання, 2010. — 94 с. ; 22 см. — (Серія «Міжнародна» ; № 5'2010) (Бібліотечка товариства «Знання»). — ISBN 978-966-346-867-9 (в м. обкл.)
- Європейський Союз : історія і засади функціонування : навчальний посібник / В. В. Копійка, Т. І. Шинкаренко; за ред. Л. В. Губерського ; М-во освіти і науки України. — 2-ге вид., випр. і доп. — К. : Знання, 2012. — 759 с. ; 22 см. — (Вища освіта XXI століття). — ISBN 978-966-346-937-9 (в тв. опр.)
- Україна та Європейський Союз : научно-популярная литература / В. В. Копійка, В. А. Манжола, Н. М. Весела. — К. : Знання, 2012. — 78 с. ; 21 см. — (Бібліотечка товариства «Знання». Серія «Міжнародна»). — ISBN 978-966-346-828-0 (в м. обкл.). — ISBN 978-966-346-946-1

## Нагороди та відзнаки
- Державна премія України в галузі науки і техніки 2012 року — за цикл підручників «Україна в світовій політиці»: 1. Міжнародні системи і глобальний розвиток. — К.: ВПЦ «Київський університет», 2008. — 606 с.; 2. Україна в постбіполярній системі міжнародних відносин. — К.: ВПЦ «Київський університет», 2008. — 512 с.; 3. Міжнародні відносини та світова політика. — К.: ВПЦ «Київський університет», 2010. — 863 с. (у складі колективу)[1]
- Почесна грамота МЗС України.

## Джерело
- Інститут міжнародних відносин. Вступне слово директора. Мрій. Пізнавай. Будь упевненим!
- Національна бібліотека України імені В. І. Вернадського
- Валерій Копійка: «Політика МОН виснажує, але загартовує» [Архівовано 11 квітня 2020 у Wayback Machine.]
- Копійка Валерій Володимирович в Енциклопедії КНУ [Архівовано 25 грудня 2019 у Wayback Machine.]
- Інтерв'ю з Валерієм Копійкою. The Kyiv Review [Архівовано 21 червня 2020 у Wayback Machine.]